# Adam-Air-Flug 574
Adam-Air-Flug 574 (DHI 574) war ein planmäßiger Passagierflug von Surabaya (SUB) nach Manado (MDC) in Indonesien, der in der Nähe von Polewali auf Sulawesi am 1. Januar 2007 verschwand. Frühe Berichte, wonach das Wrack des Flugzeuges gefunden wurde, erwiesen sich als Gerücht. Im Laufe des Januar wurden Wrackteile aus dem Wasser geborgen und weitere am Meeresgrund geortet. Am 21. Januar wurden die beiden Flugschreiber in etwa 2000 m Tiefe lokalisiert und ein halbes Jahr später auch geborgen.

## Fluggerät
Das Flugzeug, eine Boeing 737-400 mit dem Luftfahrzeugkennzeichen PK-KKW machte seinen Jungfernflug am 1. November 1989 und war im Laufe der Zeit von insgesamt acht Fluggesellschaften betrieben worden. Das Flugzeug hatte 45.371 Flugstunden absolviert und war zuletzt am 25. Dezember 2005 durch das indonesische Verkehrsministerium überprüft worden. Die nächste Überprüfung wäre Ende Januar 2007 fällig gewesen. Nach Angaben des Flughafens in Surabaya gab es keine technischen Probleme vor dem Abflug des Flugzeuges.

## Flugverlauf
Am 1. Januar 2007 um 12:55 Uhr Ortszeit (05:55 Uhr UTC) hob die Maschine mit 96 Passagieren und 6 Besatzungsmitgliedern an Bord vom internationalen Flughafen Juanda in Surabaya ab. Der etwa zweistündige Flug sollte um 16:00 Ortszeit (08:00 Uhr UTC, Sulawesi und Java liegen eine Zeitzone auseinander) auf dem Sam-Ratulangi-Flughafen in Manado, Sulawesi, enden. Der Flug verlief normal, bis die Maschine bei Makassar, Südsulawesi, von den Radarschirmen der Luftverkehrskontrolle verschwand.

### Letzte Ortung

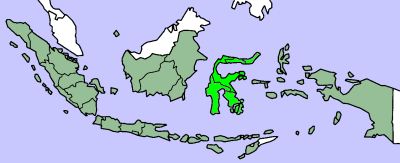
Lage von Sulawesi (hellgrün) innerhalb Indonesiens

Der Zeitpunkt des letzten Kontaktes war um 14:53 Ortszeit (06:53 Uhr UTC). Die letzte bekannte Position war durch einen Satelliten bei 3° 14′ 2″ S, 119° 9′ 17″ O aufgezeichnet worden. Die Flughöhe des Flugzeuges betrug laut Radaraufzeichnung etwa 35.000 Fuß (10.700 m).

### Wetter
Das Wetter in der Region war stürmisch. Das Indonesische Amt für Meteorologie und Geophysik stellte fest, dass die Wolkendecke bis zu einer Höhe von 30.000 Fuß (etwa 9.150 m) reichte; die durchschnittliche Windgeschwindigkeit in diesem Gebiet betrug 30 Knoten (56 km/h). Obwohl die zuständige Luftverkehrsbehörde in Indonesien die Piloten vor den Wetterbedingungen warnte, hob die Maschine planmäßig ab. Über der Straße von Makassar sahen sich die Piloten mit Winden von bis zu 130 km/h konfrontiert und änderten den Kurs ostwärts.

### Notrufsignale
Entgegen ursprünglichen Berichten sendeten die Piloten vor dem Verschwinden keine Notrufsignale.

### Passagiere
Die Passagierliste umfasste mit Ausnahme einer dreiköpfigen US-amerikanischen Familie ausschließlich Indonesier.
Es waren 86 Erwachsene und 11 Kinder.

## Suchaktion und Rettungsbemühungen

### Falsche Berichte über die Entdeckung des Wracks
Ursprünglich war berichtet worden, dass das Flugzeug in der bergigen Region des Südens der Insel Sulawesi lokalisiert worden sei. Aufgrund dieser Meldung wurden Hunderte von Rettungskräften mobilisiert. Der Kommandant des Luftwaffenstützpunktes Hasanuddin bestätigte diesen Bericht gegenüber einer lokalen Rundfunkstation. Demzufolge sei das Wrack etwa 20 km von der Bergstadt Polewali entfernt gefunden worden. In diesem Bericht hieß es auch, dass 12 Insassen den Absturz überlebt hätten.
Die Rettungskräfte wurden an den angegebenen Ort gebracht, fanden aber keine Spuren eines Flugzeugwracks. Am 2. Januar 2007 gab der indonesische Verkehrsminister Hatta Radjasa bekannt, dass das Flugzeug noch nicht gefunden sei und die gegenteiligen Berichte auf Gerüchten basiert hätten, die Dorfbewohner an die Behörden weitergegeben hatten.

### Spekulationen und Annahmen
Es wurde spekuliert, dass die Maschine bereits in der Luft explodiert sei. Diese Annahme war verbreitet worden, nachdem bekannt geworden war, dass zwei getrennte ELT-Signale empfangen wurden. Ein Verkehrsflugzeug hat zwei Notfunkbaken. Eine tragbare Einheit ist im Cockpit angebracht und beginnt auf der Notruffrequenz 121,50 MHz zu senden, sobald sie mit Wasser in Berührung kommt. Die zweite, die am Heck angebracht ist und durch einen Crash aktiviert wird, sendet auf 406 MHz. Diese gesendeten Signale hatten zu zwei unterschiedlichen Absturzstellen gewiesen. Die 121,50-MHz-Frequenz ist sehr störanfällig; trotzdem wurde die Annahme, dass das Flugzeug bereits in der Luft auseinandergebrochen sei, durch den späteren Fund von Wrackteilen gestützt, die über eine ziemlich große Fläche verstreut waren. Allerdings konnten die Wrackteile auf ihrem 2000 m weiten Weg von der Wasseroberfläche zum Meeresgrund durch den Einfluss der Meeresströmung auseinandergetrieben worden sein, auch wenn das Flugzeug erst beim Aufschlag auf dem Wasser zerborsten sein sollte. Dies war bei TWA 800 der Fall gewesen.

### Weitere Bemühungen
Die Suche nach der vermissten Maschine wurde an anderen möglichen Absturzorten fortgesetzt, wobei Suchmannschaften zu Land, zu Wasser und in der Luft eingesetzt wurden. Die Stärke der Suchmannschaften wurde zeitweise auf bis zu 3500 Mann erhöht.
Zu den Einheiten, die das vermisste Flugzeug von der Luft aus suchen sollten, gehörten ein militärisches Überwachungsflugzeug vom Typ Boeing 737-200 und zwei mit Infrarot-Detektoren ausgestattete Maschinen Typ Fokker 50 der Luftwaffe Singapurs, sowie Dutzende Hubschrauber. Später beteiligten sich auch mit Sonar ausgestattete Militärflugzeuge und Schiffe an der Suche, die in die Straße von Makassar geschickt wurden. Die Suche konzentrierte sich angesichts des heftigen Regens und der starken Winde auf das Gebiet zwischen der Küstenstadt Majene und der bergigen Region Toraja. Die Behörden gaben an, dass die ELT-Signalgeber des Flugzeuges womöglich beim Aufprall beschädigt wurden oder durch Störungen geschwächt seien, was die Suche erschwere. Der Direktor der National Search and Rescue Agency glaubte, dass die Maschine über dem Meer verlorengegangen sei.
Die Suchaktion wurde am 10. Februar 2007 offiziell eingestellt und damit der Absturz der Maschine und der Tod aller an Bord befindlichen Passagiere und Besatzungsmitglieder endgültig festgestellt. Dies ist erforderlich, damit die Hinterbliebenen ihre Ansprüche an die Versicherungen stellen können.

## Entdeckung von Wrackteilen
Am 8. Januar 2007 wurden durch Sonargeräte an drei Stellen große Metallobjekte geortet, von denen vermutet wurde, dass es sich um Teile des Wracks handelt. Admiral Gatot Subyanto von der indonesischen Marine gab bekannt, dass die drei Orte zwischen drei und sechs Kilometer voneinander entfernt in der Nähe der Stadt Mamuju an der Westküste Sulawesis lagen. Mit den verwendeten Sonargeräten gelang aber keine genauere Bestimmung der Metallobjekte. Ein Schiff der United States Navy, die USNS Mary Sears, traf am 9. Januar 2007 in dem Gebiet ein. Sie ist mit leistungsfähigeren Geräten ausgestattet. Durch ein kanadisches Spezialflugzeug wurden Luftaufnahmen der Region angefertigt, um bei der systematischen Suche zu helfen. Am 24. Januar traf auch das britische Spezialschiff MN Endeavour in dem Gebiet ein, um bei der Suche mitzuwirken. Dieses Schiff wird normalerweise von Ölbohrfirmen zur Kartierung des Meeresgrundes eingesetzt.
Am 10. Januar wurde ein Teil des Leitwerks des Flugzeuges und am 13. Januar ein Teil eines Flügels gefunden. Außerdem wurden eine Kopfstütze, ein Personalausweis, Schwimmwesten, Sitze, ein Esstablett, ein Teil eines Reifens und eine Reihe weiterer Teile aus Aluminium und Glasfaser aus dem Wasser gefischt. (Bis zum 29. Januar 2007 wurden insgesamt 206 Fragmente aus dem Meer geborgen, von denen mindestens 194 bestimmt von der vermissten 737 stammten.)

## Entdeckung der Flugschreiber
Am 21. Januar 2007 lokalisierte das US-amerikanische Schiff USNS Mary Sears die beiden Flugschreiber. Der Flight Data Recorder lag bei 3° 40′ 53,5″ S, 118° 8′ 51,4″ O in etwa 2000 Meter Tiefe; der Cockpit Voice Recorder wurde in einer Wassertiefe von 1900 Metern bei 3° 40′ 19,7″ S, 118° 9′ 22,9″ O geortet. Die beiden Positionen liegen etwa 1400 Meter voneinander entfernt. Das Schiff tastete die Umgebung von drei Seemeilen um die Fundorte mit einem Sonargerät ab; eine hochauflösende Karte wurde erstellt. Dabei wurde eine große Anzahl von Trümmerteilen auf dem Meeresboden geortet. Man nimmt an, dass es sich dabei um Bruchstücke der verschwundenen Maschine handelt. Die Bergung der beiden Flugschreiber war erforderlich, um die Ursachen für den Absturz ermitteln zu können. Die indonesischen Behörden teilten allerdings zunächst mit, dass die zu einer Bergung aus dieser Wassertiefe erforderliche Technik in Asien nicht verfügbar sei. Die Lebensdauer der Batterien, mit denen die Flugschreiber Ortungssignale senden, war auf etwa 30 Tage begrenzt.

## Bergung der Flugschreiber
Ab dem 26. Januar kam es zwischen Adam Air und der indonesischen Regierung zu Meinungsverschiedenheiten über die Bergung der Flugschreiber. Wegen der großen Wassertiefe erforderte die Bergung den Einsatz eines ferngesteuerten Unterwasserfahrzeugs. Für die Kosten – einschließlich des Transportes eines solchen Gerätes in das Suchgebiet – machte die indonesische Regierung Adam Air verantwortlich. Vizepräsident Jusuf Kalla stellte die Bergung überhaupt in Frage; Luftfahrtexperten wiesen jedoch darauf hin, dass die Aufklärung des Unfalls für die Sicherheit nicht nur der nationalen, sondern der weltweiten Luftfahrt von Bedeutung sei. Die Erfolgschancen für eine Bergung sanken inzwischen deutlich, da nach Ablauf der Batterielebensdauer von 30 Tagen die Ortungssignale verstummten. Außerdem gab es Bedenken, die Geräte an den georteten Positionen durch ein ferngesteuertes Tauchgerät zu finden, da die zu erwartenden Sichtverhältnisse am Meeresgrund ungenügend seien und andere Wrackteile möglicherweise die Sicht behindern würden.
Am 31. Januar 2007 zog die US-amerikanische Marine die USS Mary Sears zur Übernahme anderer Aufgaben von der Suche ab. Anfang März wurde berichtet, dass Adam Air in Verhandlungen mit mindestens einem Bergungsunternehmen sei.
Fast acht Monate nach dem Absturz wurden am 27. August 2007 beide Flugschreiber aus knapp 2000 Metern Tiefe geborgen und zur Auswertung in die Vereinigten Staaten gebracht.

## Ermittlungen
Ein Team von Vertretern der US-amerikanischen Federal Aviation Administration (FAA), Boeing und General Electric assistierte den indonesischen Behörden bei der Untersuchung, die sich auch mit der Betriebstauglichkeit der Maschine befassen sollte. Am 25. März 2008 wurde der Abschlussbericht der indonesischen Untersuchungskommission bekanntgegeben. Diese wies anhand der Auswertungen der Flugschreiber die Schuld am Absturz zumindest teilweise den Piloten zu. Allerdings seien an der verunglückten Maschine in den Monaten vor dem Unfall insgesamt 154 teilweise wiederkehrende Mängelberichte zum Trägheitsnavigationssystem (Inertial Reference System bzw. IRS) verzeichnet worden. Die Boeing 737-400 besaß zwei dieser Systeme.
Auch auf dem Flug 574 trat ein Problem mit dem Inertial Reference System auf, durch das die Piloten in den letzten dreizehn Minuten abgelenkt wurden. Auf der Suche nach einer Problemlösung wies der Kapitän den Copiloten an, das linke IRS auf einen anderen Arbeitsmodus einzustellen (ATT- statt NAV-Modus bzw. Modus Fluglage statt Navigation). Der Copilot schaltete jedoch fälschlicherweise das (defekte) rechte IRS auf diesen Modus um, wodurch in seinem Electronic Attitude Display Indicator (EADI) mehrere Informationen deaktiviert wurden, darunter auch die Anzeige der Fluglage. Die zwei Bildschirme im Cockpit wiesen jetzt unterschiedliche Anzeigen auf, was zur räumlichen Desorientierung der Besatzung beigetragen haben könnte.
Durch die Auswahl des ATT-Modus schaltete sich der Autopilot systembedingt ab. Dies wurde von der Besatzung nicht registriert, obwohl ein Warnton und eine optische Anzeige auf die Deaktivierung hinwiesen.
Der Autopilot hatte zuvor mit den Querrudern stetig nach links gesteuert, um das Flugzeug trotz eines konstanten Seitenwinds gerade zu halten. Nach seiner Deaktivierung gingen die Querruder in Neutralstellung (siehe Seite 49 und 50 im Unfallbericht weiter unten). Die Maschine begann daraufhin, unbemerkt von den weiterhin abgelenkten Piloten, langsam um die Längsachse nach rechts zu kippen. Als der Querneigungswinkel 35 Grad erreichte, ertönte ein akustischer Warnhinweis (bank angle), von dem die Besatzung überrascht wurde und auf den sie nicht konsequent reagierte. Statt nach links gegenzusteuern wies der Kapitän seinen Copiloten an, das IRS auf den NAV-Modus zurückzustellen. Der Rollwinkel erreichte 28 Sekunden nach der akustischen Warnung eine Rechtsneigung von 100 Grad. Parallel dazu senkte sich die Flugzeugnase um 60 Grad ab. Die Maschine ging in einen steilen, anfangs zeitweise inversen Sturzflug über. In ca. 4.000 Metern Höhe (12.000 Fuß) erreichte das Flugzeug eine Spitzengeschwindigkeit von 490 Knoten (910 km/h). Die Piloten versuchten die Maschine unter Einsatz des Höhenruders abzufangen, wobei eine Beschleunigung von bis zu 3,5g auf das nicht ausgerichtete Flugzeug einwirkte. Aufgrund der hohen Sinkgeschwindigkeit und der Belastungen begann die Boeing 737 in der Luft auseinanderzubrechen. Der Flugschreiber zeichnete 75 Sekunden nach Beginn des Sturzflugs die letzten Daten in einer Höhe von ca. 3.300 Metern (9.920 Fuß) auf. Die Einzelteile der Maschine versanken im Meer.